# Dolní Věstonice (jaciment arqueològic)

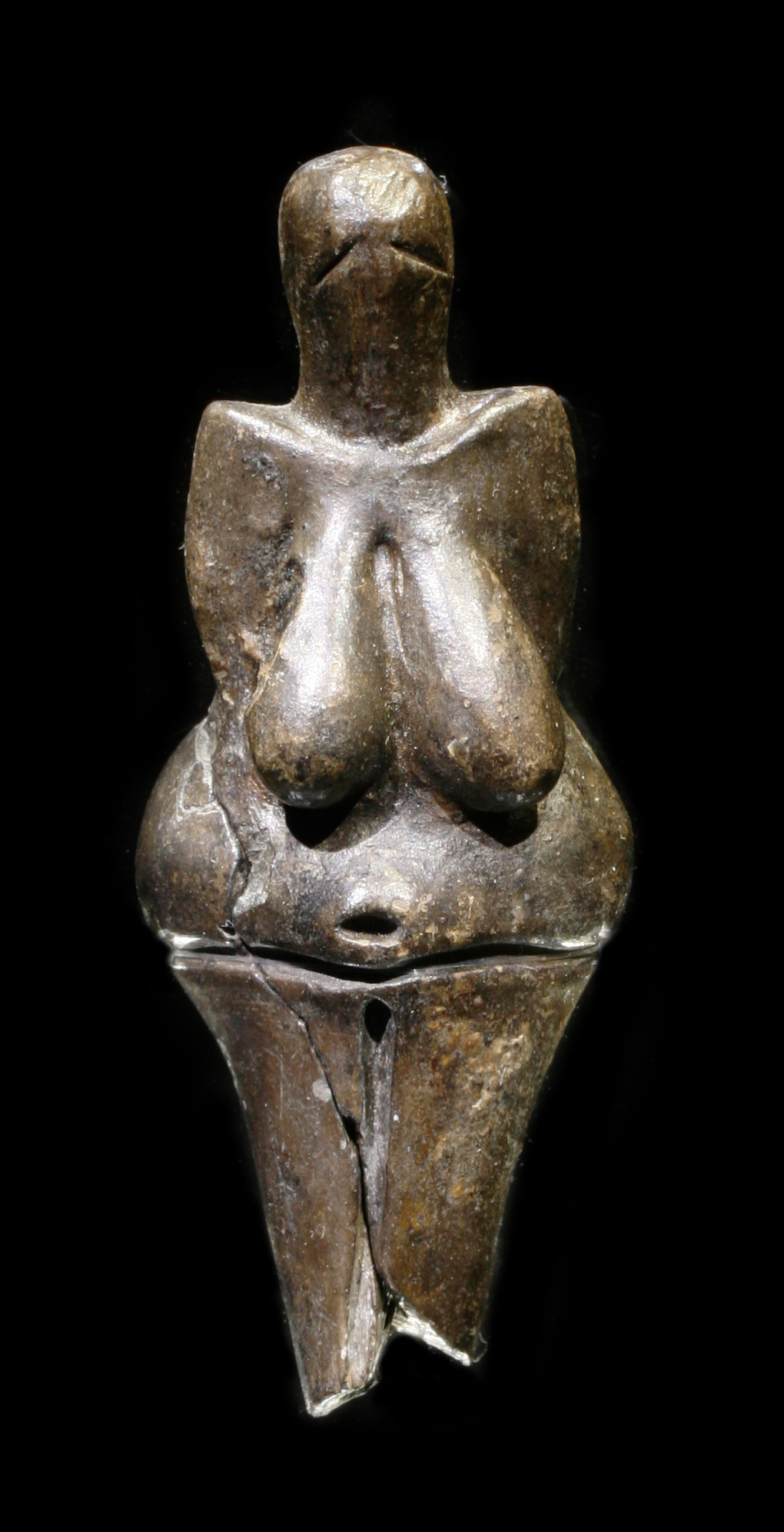
Venus de Dolní Věstonice

El jaciment arqueològic de Dolní Věstonice es troba als afores del llogaret txec de
Dolní Věstonice, a Moràvia.
El 1924, l'arqueòleg txec Karel Absolon començà una exploració sistemàtica de la rodalia de Dolní Vestonice, ja que des del s. XIX es tenia notícies que hi havia restes arqueològiques.
El resultat en fou la localització d'un dels jaciments arqueològics més extraordinaris del Paleolític superior.
Les excavacions oferiren la troballa d'una típica venus paleolítica, la Venus de Dolní Věstonice (que és la més famosa d'aquest jaciment).
Tan important és el lloc que diverses generacions d'arqueòlegs hi treballen amb algunes interrupcions, sota la direcció de Karel Absolon, primer; Bohuslav Klíma, després, i Petr Skrdla en l'actualitat (amb un equip interdisciplinari de diverses universitats del món).
Fins ara s'hi han descobert tres grans zones d'habitació del Paleolític superior dins les capes de loess.
La primera en tenia cinc habitatges amb la respectiva llar i una enorme ossera amb deixalles d'un centenar de mamuts.
En els límits d'aquest campament s'exhumà una tomba de l'època, que pertanyia a una dona d'uns quaranta anys, tombada en posició fetal sobre el costat dret, coberta per ocre i amb dos omòplats de mamut damunt.
El 1986 s'hi localitzà una altra tomba, aquesta vegada triple, d'adolescents, amb uns 27.000 anys d'antiguitat.
Una xica semblava haver mort per causes no naturals, i un xic portava un collaret de dents de llop.
La segona zona d'habitació era una barraca d'uns sis metres de diàmetre, estava protegida dels vents periglaciars per un muret de maçoneria.
El sòl de la cabana havia estat endurit i, en un costat, s'havia construït una zona més alta de terra piconada.
Al centre, una espècie de forn amb parets de fang, de manera que quedava semienterrat, contenia molts objectes d'art: figures d'animals i persones fetes en fang i cuites.
Les datacions per radiocarboni indiquen que el jaciment estava habitat feia 26.000 a 28.000 anys.

## Altres escultures
Al mateix lloc de Dolní Věstonice han aparegut sorprenents escultures d'ivori, entre aquestes diversos rostres tan realistes que semblen retrats, i un ninot masculí articulat.